# Ernesto Zedillo
Ernesto Zedillo Ponce de León (født 27. december 1951) var Mexicos præsident fra 1994 til 2000. Han blev valgt ind i 1994 efter mordet på Luis Donaldo Colosio.